# Izzy Christiansen
Isobel Mary "Izzy" Christiansen (født 20. september 1991) er en engelsk fodboldspiller, der spiller som midtbanespiller eller angiber for Everton og England. 

## Danske rødder
Izzy Christiansen har danske rødder, hendes fars forældre, Thorbjørn og Janet Christiansen, kom fra Kalundborg, men flyttede til England, da faderen var fire år gammel. Izzys far boede de første fire år af sit liv i Raklev ved Kalundborg, derefter boede familien i England. Izzy kom på Englands ungdomslandshold som 13-14 årig, og der spillede hun flere gange mod Danmark, hvor hun kom til at kende Katrine Veje. Senere kom hun på A-landsholdet og den 1. juli 2017 spillede hun for første gang mod Danmarks A-landshold.

## Klubkarriere
Christiansen har spillet i UEFA Women's Champions League med Everton, Birmingham City og Olympique Lyon, hvor hun med Lyon vandt titlen i 2018–19.
Den 7. februar 2014 underskrev hun kontrakt for den nye WSL klub Manchester City Women. Den 16. oktober 2014 scorede hun Manchester City eneste mål i sejren mod Arsenal Ladies og vandt FA WSL Continental Cup 2014. I april 2016 vandt hun tre hæderspriser, af hvilke to var PFA Women's Players' Player of the Year og PFA WSL Team of the Year. Efter at have vundet priserne sagde hun: "I'm pretty shocked. Three awards is a great achievement and I'm so pleased to have been able to have done that for the team."
(på dansk: Jeg er ret chokeret. Tre priser er en stor hæder og jeg er så glad for at have kunnet gøre det for holdet) I 2018 og 2019 spillede hun for Olympique Lyonnais Féminin.

## Hæder

### Klub
Manchester City
- FA WSL Continental Cup: 2014[6]

Olympique Lyonnais
- Division 1 Féminine: 2018–19
- Coupe de France: 2019
- UEFA Women's Champions League: 2018–19
- Trophée des Championnes: 2019[9]

England
- SheBelieves Cup: 2019

### Individuel
- PFA Women's Players' Player of the Year: 2015–16[7]